# Anne Düe

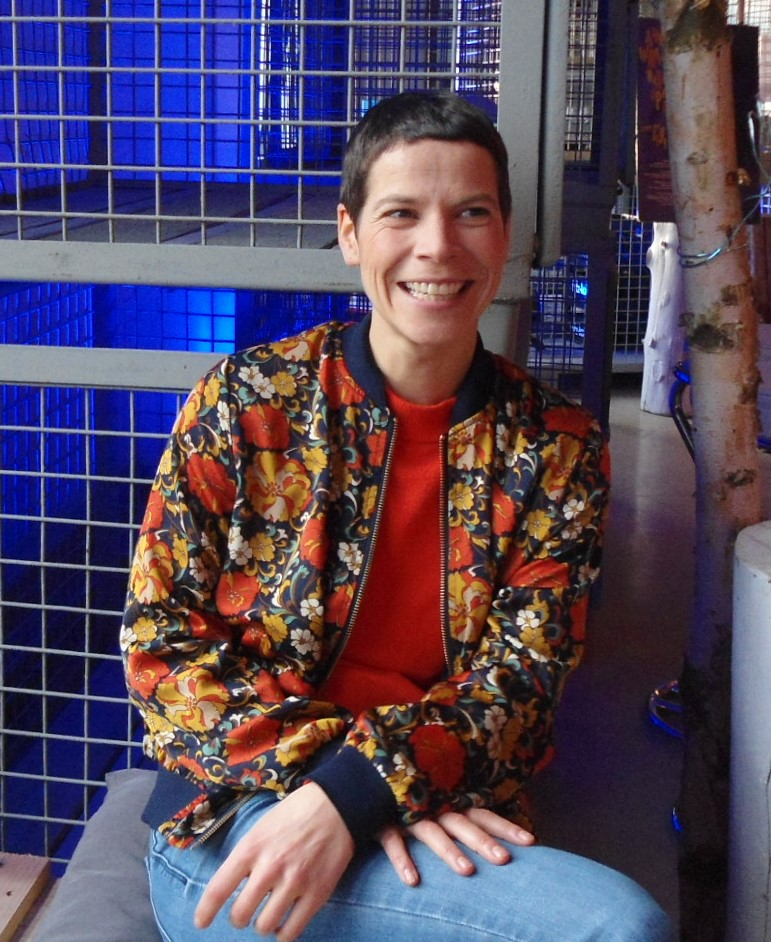
Anne Düe (2019)

Anne Düe (* 6. Mai 1982 in Bremen) ist eine deutsche Schauspielerin, Hörspielsprecherin, Hörbuchsprecherin und Synchronsprecherin.

## Werdegang
Anne Düe wuchs in Bremen auf. Ihr Schauspielstudium absolvierte sie von 2004 bis 2008 an der Staatlichen Hochschule für Musik und Darstellende Kunst Stuttgart.
Während ihres Studiums spielte sie am Schauspielhaus Hamburg unter der Leitung von Tom Stromberg in dem Jugendstück „California Dreaming“. Es folgten Engagements u. a. am Schauspiel Hannover, Theater Freiburg, Staatstheater Stuttgart, bevor sie ihr erstes Festengagement am Jungen Theater Göttingen von 2009 bis 2011 antrat. Nach diesem Engagement zog sie nach Berlin, wo sie seit 2013 unter anderem als Synchronsprecherin, Hörbuchsprecherin und Werbesprecherin arbeitet.
Der kanadischen Schauspielerin Rosa Salazar lieh sie ihre Stimme in den Science-Fiction-Filmen Maze Runner – Die Auserwählten in der Brandwüste und Maze Runner – Die Auserwählten in der Todeszone. Für den achten Teil der X-Men-Filmreihe, X-Men: Apocalypse, synchronisierte sie die Schauspielerin Sophie Turner in der Rolle der Jean Grey, wie auch X-Men: Dark Phoenix.
In der Serie Preacher übernahm sie ab 2016 die Schauspielerin Ruth Negga in der Figur Tulip O´Hare. In der Serie Grey’s Anatomy sprach sie Dr. Maggie Pierce, die von Kelly McCreary gespielte Halbschwester von Meredith Grey.
In Der schlimmste Mensch der Welt, welcher der norwegische Beitrag für die Oscarverleihung 2022 in der Kategorie Bester Internationaler Film war, spricht sie die Titelrolle, Julie, gespielt von Renate Reinsve. Diese sprach sie auch schon in Oslo, 31. August, Regie führte bei beiden Filmen, Joachim Trier.

## Filmografie

### Schauspielerin
- 2015: Verfehlung
- 2015: Victoria
- 2015: Die Neue (Fernsehfilm)
- 2019: Lautlose Tropfen (Fernsehfilm)
- 2019: Abikalypse
- 2019: Bad Banks (Fernsehserie, eine Folge)
- 2019: Sløborn (Fernsehserie, eine Folge)
- 2019: Harter Brocken: Die Fälscherin
- 2021: Doktor Ballouz
- 2021: Kroymann (Satiresendung)
- 2021: Mona & Marie – Eine etwas andere Weihnachtsgeschichte (Fernsehfilm)
- 2022: Schlussklappe
- 2022: Und dann steht einer auf und öffnet das Fenster
- 2022: Wolfsland: Das dreckige Dutzend
- 2023: Eine Billion Dollar (Fernsehserie)
- 2023: Die Drei von der Müllabfuhr – Arbeit am Limit (Fernsehreihe)
- 2023: Mona & Marie – Ein etwas anderer Geburtstag (Fernsehfilm)
- 2024: Soko Wismar (Fernsehserie, 1 Folge)
- 2024: Nächste Ausfahrt Glück (Fernsehreihe, 1 Folge)
- 2025: Morden im Norden (Fernsehserie, Folge Das Bild eines Jungen)

## Synchronrollen (Auswahl)

### Filme
- 2014: Blanche Gardin in Zu Ende ist alles erst am Schluss als Annabella
- 2015: Kelly McCreary in Liebe kennt keine Deadline als Jo
- 2015: Rosa Salazar in Maze Runner – Die Auserwählten in der Brandwüste als Brenda
- 2015: Rutina Wesley in The Perfect Guy als Alicia
- 2015: Zee James in Straight Outta Compton als Tasha
- 2016: Hera Hilmar in Alleycats – Tödliche Lieferung als Trix
- 2016: Lucy Fry in Mr. Church als Poppy
- 2016: Sophie Turner in X-Men: Apocalypse als Jean Grey
- 2017: Nuppu Koivu in Die andere Seite der Hoffnung als Mirja
- 2017: Elvy Yost in The Circle als Sabine
- 2017: Anamaria Marinca in Ghost in the Shell als Dr. Dahlin
- 2017: Laia Costa in Newness als Gabi Silva
- 2017: Andy Allo in Pitch Perfect 3 als Serenity
- 2017: Camille Chamoux in Nach einer wahren Geschichte (D’après une histoire vraie) von Roman Polański, als Oriane
- 2018: Rosa Salazar in Maze Runner – Die Auserwählten in der Todeszone als Brenda
- 2019: Sophie Turner in X-Men: Dark Phoenix als Jean Grey
- 2019: Rosal Colon in The Dead Don’t Die als Lily
- 2019: Dove Cameron in Angry Birds 2 – Der Film als Ella
- 2019: Brooke Bloom in Marriage Story als Mary Ann
- 2020: Élodie Yung in Der geheime Club der zweitgeborenen Royals, als Catherine
- 2021: Sylvia Hoeks in Plan A – Was würdest du tun?, als Ana
- 2021: Renate Reinsve in Der schlimmste Mensch der Welt, als Julie
- 2022: Rosa Salazar in Chariot[3], als Maria Deschaines
- 2022: Daisy Edgar-Jones in Fresh, als Noa
- 2023: Ayane Nagabuchi in Tetris (2023), als Akemi Rogers
- 2023: Kate McKinnon in Barbie, als komische Barbie
- 2024: Adéle Simphal in Der Graf von Monte Christo (2024), als Angèle
- 2024: Dichen Lachman in Planet der Affen: New Kingdom, als Korina

### Serien
- 2013–2018: Julie Mun in House of Cards als Reporterin Sara (2. Stimme)
- 2014: Susan Wokoma in Sex on the Beach 2 als Della
- 2014–2019: Jessica Lucas in Gotham als Tabitha Galavan / Tigress
- 2015–2020: Audrey Esparza in Blindspot als Tasha Zapata
- 2015–2016: Celina Sinden in Reign als Greer von Kinross
- 2015: Daniella Pineda in American Odyssey als Ruby Simms
- 2015–2019: Alyson Michalka in IZombie als Peyton Charles
- 2015–2023: Kelly McCreary in Grey’s Anatomy als Dr. Maggie Pierce
- 2015: Danielle Walters in Chewing Gum als Candice
- 2016: Élodie Yung in Marvel’s Daredevil als Elektra
- 2015–2016: Cush Jumbo in Good Wife als Lucca Quinn
- 2017–2022: Cush Jumbo in The Good Fight als Lucca Quinn
- 2016–2021: Shareena Clanton in Wentworth als Doreen Anderson
- 2016–2019: Ruth Negga in Preacher als Tulip O´Hare
- 2017: Élodie Yung in Marvel’s The Defenders als Elektra Natchios
- 2017–2025: Daniela de la Fe in S.W.A.T. als  Leila Garcia (Episode: Drogenkuriere)
- 2018: Marie Vinck in 13 Gebote als Vicky Degraeve
- seit 2018: Melissa O’Neil in The Rookie als Rookie Lucy Chen
- 2019: Jessica Lucas in The Murders als Det. Kate Jameson
- 2019: Victoire Du Bois in Marianne als Emma Larsimon
- 2019–2020: Kelly McCreary in Seattle Firefighters – Die jungen Helden (Station 19) als Dr Maggie Pierce
- 2020–2023: Rosanny Zayas in The L Word: Generation Q als Sophie Suarez
- 2020–2024: Sierra Aylina McClain in 9-1-1: Lone Star als Grace Ryder
- seit 2020: Marina Inoue in Jujutsu Kaisen als Mai Zen'in
- 2021–2022: Nadia Hilker in The Walking Dead als Magna
- 2021: Meagan Good in Harlem, als Camille
- 2021: Martina Gusman in Kein Friede den Toten, als Kimmy Dale
- 2023: Maya Stojan in Navy CIS: Hawaiʻi und Navy CIS: L.A. als Morgan Miller
- 2024: Julie Ann Emery in Star Wars: Skeleton Crew als Hotelier

- 2025: Chrissie Fit in Navy CIS als „Mary Evans“

## Theater (Auswahl)
- 2008: Michal Hvorecky: City – der unwahrscheinlichste aller Orte. Schauspiel Hannover
- 2008: William Shakespeare: Hamlet – Im Stuttgarter Hauptbahnhof. Lokstoff – Theater im öffentlichen Raum
- 2008: Katrin Lange: Unterm hohen Himmel: Parzival. Staatstheater Stuttgart

## Computerspiele
- 2020: The Last of Us Part II als Abby
- 2023: Assassin’s Creed Mirage als Nihal
- 2024: Star Wars Outlaws als Monda

## Hörspiele
- 2005: Kai Schmidt: Der Entenkönig (2 Teile) – Regie: Oliver Sturm
- 2018: als Ginny Potter in Joanne K. Rowling: Quidditch im Wandel der Zeiten, Pottermore
- 2018: Hanni Münzer Honigtot – Audible
- 2022: Willkommen im Buchladen Anderwelt – RBB
- 2024–2025: Random – Audioquants[4]

## Hörbücher (Auswahl)
- 2020: Crescent City ~ Wenn das Dunkel erwacht. Sarah J. Maas (Der Audio Verlag)
- 2021: Vi Keeland: Mr. CEO, der Hörverlag, ISBN 978-3-8445-4210-3 (Hörbuch-Download, gemeinsam mit Oliver Kube)
- 2021: Der Ruf des Kriegers von Kevin Hearne, Hörbuch Hamburg, ISBN 978-3-8449-2351-3 (unter anderem mit Vera Teltz & Udo Schenk)
- 2022: Das Loft: Sie sind deine besten Freunde – aber kannst du ihnen trauen? von Linus Geschke, Hörbuch Hamburg & BookBeat, ISBN 978-3-8449-2920-1 (unter anderem mit Nina West & Reinhard Kuhnert (Schriftsteller))
- 2022: Crescent City 2 ~ Wenn ein Stern erstrahlt. Sarah J. Maas, Der Audio Verlag
- 2023: Schuld & Sünde. Marah Woolf, Audible
- 2023: Nur eine Lüge – Zwei Familien, eine tödliche Verbindung. Malin Stehn, Argon Verlag (u. a. mit Peter Lontzek)
- 2024: Das Mörderarchiv. Kristen Perrin, Argon Verlag, ISBN 978-3-7324-0880-1 (Hörbuch-Download)
- 2025: Das Mörderarchiv. Der Tod, der am Dienstag kommt. Kristen Perrin, Argon Verlag, ISBN 978-3-7324-0881-8 (Hörbuch-Download, Die Mörderarchiv 2)